# 운하선
운하선(運河線)은 조선민주주의인민공화국 자강도 만포시 만포청년역에서 운하역을 잇는 철도 노선이다.

## 연혁
- 1939년 2월 1일: 만포청년역에서 운하역을 잇는 산업선 개통

## 역 목록
- 만포청년역(滿浦靑年驛)
- 구오역(九五驛)
- 운하역(運河驛)